# Thomas Zouch
Thomas Zouch (1737 - 17 de diciembre de 1815) fue un teólogo y escritor inglés.

## Biografía
Miembro de una antigua familia de origen bretón, Zouch completó sus estudios en el Trinity College de la Universidad de Cambridge, donde fue agregado y se dedicó a la enseñanza. Posteriormente dejó su empleo por problemas de salud, y en 1770 fue propuesto para el rectorado de Wycliffe y en 1793 del de Scrayingham, en su provincia natal.
En 1805 obtuvo de William Pitt la segunda prebenda de la iglesia de Durham, y posteriormente recibió la oferta del obispado de Carlisle. Sin embargo, Zouch rehusó estos ofrecimientos y prefirió dedicar sus últimos años consagrado al estudio, uniendo al gusto por la botánica con las bellas letras.
Como escritor dejó varias obras: un poema sobre la Crucifixión; una obra sobre el carácter profético de los romanos; otra sobre el reverendo John Clarcke; un ensayo sobre las profecías del Antiguo Testamento y del Nuevo testamento, una memoria sobre la vida y escritos de Philippe Sidney, unas memorias sobre la vida de John Sudbury, y unos escritos sobre el amor y la verdad. con Izaak Walton colaboró en una serie de biografías.

## Obras
- Colaborando en la obra de Izaak Walton The lives of Dr. John Donne, Sir Henry Wotton, Richard Hooker, George Herbet and Dr. Robert Sanderson, Boston, 1860.
- The life of Izaak Walton, London, 1830.
- Memoirs of the life and writings of Sir Philip Sidney, York, 1809.
- An attempt to illustrate some of the prophecies of the Old and New Testament, Wakefield, 1800.
- King and constitution, 1790.
- A sermon:...., Newcastle, 1789.
- The crucifixion: a poetical essay, Cambridge, 1765.